# Варненская, Моника
Моника Варненская (пол. Monika Warneńska, имя при рождении Казимира Елонкевич (пол. Kazimiera Jelonkiewicz), 4 марта 1922 — 9 апреля 2010) — польская журналистка, репортёр и писательница; автор детско-юношеских произведений.

## Биография
В 1945 году опубликовала первое произведение - стихотворение (под псевдонимом "Kazimiera Kosińska"). 
В 1946—1950 гг. работала в газете «Polska Zbrojna»; в 1951—1976 гг. работала в газете «Trybuna Ludu».
В 1960 году была издана её повесть "Ребята из города Лодзи" (а в дальнейшем - другие книги).
В 1962 году впервые посетила Демократическую Республику Вьетнам (в качестве военного корреспондента побывала в городе Донгхай и приграничном районе возле 17-й параллели).
Во время второй поездки в Демократическую Республику Вьетнам летом 1965 года она нелегально перешла границу и совершила путешествие по нескольким провинциям Южного Вьетнама в отряде НФОЮВ (так как никто из вьетнамцев не умел говорить по-польски, общение с вьетнамцами осуществлялось на французском языке, а её спутником был товарищ Тань - уроженец Сайгона, до начала партизанской деятельности работавший преподавателем французского языка в лицее). В этом путешествии она дошла до окраины Сайгона, лично встретилась и взяла интервью у председателя ЦК НФОЮВ доктора Нгуен Хыу Тхо, побывала в подпольной типографии вьетнамских коммунистов, написала статью "От Польши недалеко до освобождённых районов Южного Вьетнама" для газеты НФОЮВ "Куан Зайфатунг". Кроме того, во время этого путешествия был написан и отправлен в Варшаву первый репортаж (опубликованный в газете "Трибуна Люду" под названием "Мой прыжок на юг" 4 августа 1965 года). После возвращения в Польшу написала книгу об этих событиях ("Front w dżungli. Wietnam 1965"), которая была переведена на несколько иностранных языков.
Во время второй поездки во Вьетнам взяла интервью у взятого в плен вьетнамцами лётчика военной авиации США (им был пилот сбитого 19 сентября 1966 года реактивного истребителя-бомбардировщика F-105D капитан ВВС США Дональд Глен Уолтмен), а также побывала в Хайфоне после авианалёта ВВС США 4 января 1968 года и сделала репортаж о последствиях этой бомбардировки.
В 1969-1970 гг. совершила поездку в Лаос, после которой написала книгу о Лаосе "Bambusy szumią nocą" (изданную на польском языке в 1970 году и в дальнейшем переведённую на другие языки).
В 1973 году была приглашена и присутствовала в качестве журналиста на процедуре передачи представителям США сбитых и взятых в плен над Вьетнамом лётчиков военной авиации США (и других военнопленных США), прошедшей на ханойском аэродроме Зялам.
Умерла 9 апреля 2010 года, 15 апреля 2010 года похоронена на кладбище «Старые Повонзки» (участок Z-5-13).

## Публикации

### Книги
- Ребята из города Лодзи. М.: Молодая гвардия, 1965 - 224 стр.
- Ищу Балтазара Куявского. М.: 1965 - 142 стр.
- Мост на реке Бенхай. Путевой дневник. М.: Наука, 1967 - 215 стр., илл.
- Тревога на рисовых полях. Заметки военного корреспондента. М.: Молодая гвардия, 1967
- Война в джунглях. Записки военного корреспондента. М.: Наука, 1970 - 471 стр., илл.
- Четвёртая зона. Путевой дневник писателя и военкора М.: Прогресс, 1970
- Бамбук шумит ночью (авторизованный перевод с польского Я. О. Немчинского). М.: Наука, 1972 - 254 стр., илл.
- Репортаж из Сайгона. М.: Прогресс, 1973

### Статьи
- Моника Варненска. Дети и бомбы // «Учительская газета» от 6 апреля 1967 года
- Моника Варненска. Несгибаемый Намдинь // газета "Известия", № 134 от 8 июня 1967 стр.2
- Моника Варненска. Радость победы // газета "Известия", № 43 от 19 февраля 1973 стр.4
- Моника Варненска. Куангчи — возрождённая земля // «Литературная газета», № 18 от 1 мая 1973. стр.14
- Моника Варненска. Праздник в Сомоне // журнал «Вокруг света», № 11, 1974. стр.12-14